# María Fernanda Campa Uranga
María Fernanda Campa Uranga (Ciudad de México, 22 de marzo de 1940 - 17 de enero de 2019) fue una geóloga, activista y política mexicana, autora de más de 200 publicaciones. Reconocida como la primera mujer en obtener un título en ingeniería geológica en el Instituto Politécnico Nacional, su vida estuvo marcada por su compromiso con la geología y la lucha por la justicia social, convirtiéndola en una figura emblemática en ambos campos.

## Biografía
Campa creció en el seno de una familia de izquierda militante y combativa. Su padre, Valentín Campa, fue un destacado líder sindical del ferrocarril, mientras que su madre, Consuelo Uranga conocida como la Roja, también fue una defensora de los derechos de la mujer y una figura clave en la lucha por los derechos de los trabajadores. Este ambiente de compromiso político y lucha social tuvo un impacto duradero en la vida y la personalidad de María Fernanda.
Durante su ingreso a la vocacional 1, que servía como antesala de la Escuela Superior de Ingeniería y Arquitectura del Instituto Politécnico Nacional, Campa Uranga tomó una decisión influenciada por diversos factores. Su interés por las materias técnico-científicas y la literatura la llevó a optar por la educación en el IPN, que además era gratuito, en contraste con la cuota anual de la Universidad Nacional Autónoma de México que su madre no podía costear. Estos años coincidieron con acontecimientos de gran relevancia en México. En 1956, cuando María Fernanda ingresó, el IPN fue intervenido por el ejército, marcando un cambio en su ambiente académico y en 1957, un terremoto afectó las instalaciones del campus de Santo Tomás, y en 1959 se inauguró un nuevo campus en Zacatenco. Durante este tiempo, María Fernanda se sumergió de manera activa en la esfera política, participando en manifestaciones y movimientos que buscaban la liberación de presos políticos. Esta causa tenía un significado personal para ella, ya que su padre era uno de los individuos detenidos por motivos políticos.
Desde temprana edad, Campa se sumergió en la política y se unió al Partido Comunista Mexicano a los 17 años. Fue una de las líderes de la Juventud Comunista de México desde la década de 1960 y gestora de la Central Nacional de Estudiantes Democráticos. La Declaración de Morelia, redactada en un congreso de esa organización sigue siendo un documento trascendente. Pero ese mismo pronunciamiento motivó la expulsión de su militancia en el Partido Comunista Mexicano. Su compromiso social  la expuso a los eventos de la revuelta estudiantil de 1968, incluida la Matanza de Tlatelolco. Como resultado, sus actividades atrajeron la atención y el seguimiento de la Dirección Federal de Seguridad mexicana, quienes mantuvieron un registro de sus acciones.
Para Campa ser activista, estudiante y más adelante, una profesional en el campo de la geología, no resultó sencillo como ella lo expresó en entrevistas. A pesar de estas dificultades, logró concluir su educación en el periodo reglamentario de cinco años, abarcando desde 1958 hasta 1962, convirtiéndose en la primera mujer en obtener un título en ingeniería geológica en el Instituto Politécnico Nacional continuando con la maestría en 1975 en la UNAM y se tituló del doctorado en 1977 en la Facultad de Ciencias (UNAM).

## Trayectoria Profesional
Tras completar su formación en el IPN entró a trabajar en Petróleo Mexicanos (PEMEX) como ingeniera de yacimientos, participó en investigaciones en el Laboratorio de Petrografía y Exploración, así como en Pemex-Exploración, donde trabajó como petrógrafa y geóloga de evaluación de formaciones. Campa Uranga desempeñó un papel fundamental en la creación y fundación del Instituto Mexicano del Petróleo (IMP) en 1965, donde contribuyó al establecimiento del Laboratorio de Geología de Yacimientos.
Para 1970, se unió al grupo Punto Crítico, durante este periodo contribuyó con artículos sobre política energética en la revista de la agrupación. Sin embargo, debido a su compromiso con el trabajo de exploración en el campo petrolero, tuvo que tomar un receso en su activismo. Este descanso fue necesario para concentrarse en su labor geológica y enfrentó desafíos para lograrlo, especialmente al tener que lidiar con actitudes machistas en el Instituto Mexicano del Petróleo (IMP).
Campa desempeñó un papel fundamental en la creación del Grupo de Ingenieros Constitución de 1917,  cuyo enfoque era salvaguardar la naturaleza pública e inalienable de los recursos subterráneos. Durante su trayectoria, tuvo un papel crucial en la exploración de yacimientos petrolíferos para Pemex (Petróleos Mexicanos), culminando con la obtención de su doctorado en 1977. Este período marcó un cambio en su carrera, llevándola hacia la educación, donde tuvo un papel relevante en el establecimiento del Instituto de Investigaciones de Ciencias de la Tierra. Más adelante, fue una figura impulsora en la creación de la Licenciatura en Geología en la Universidad Autónoma de Guerrero y en la implementación de la carrera de Geología en la Universidad de la Ciudad de México (UACM).
En respuesta a los terremotos ocurridos el 19 de septiembre de 1985 y 2017, respectivamente, se unió a un equipo de ingenieras geólogas para marcar las grietas que atravesaban la Ciudad de México, focalizando sus esfuerzos en las áreas de Tláhuac e Iztapalapa. 
Falleció a los 78 años como consecuencia de un problema hepático.

### Líneas de investigación
Se dedicó a estudiar la estructura y evolución geológica del sur de México, así como, las rocas del basamento.

## Reconocimientos
- Reconocimiento póstumo por Congreso del Estado de Nuevo León, LXXV Legislatura, 2019.[10]